# Évêché titulaire de Forum Traiani

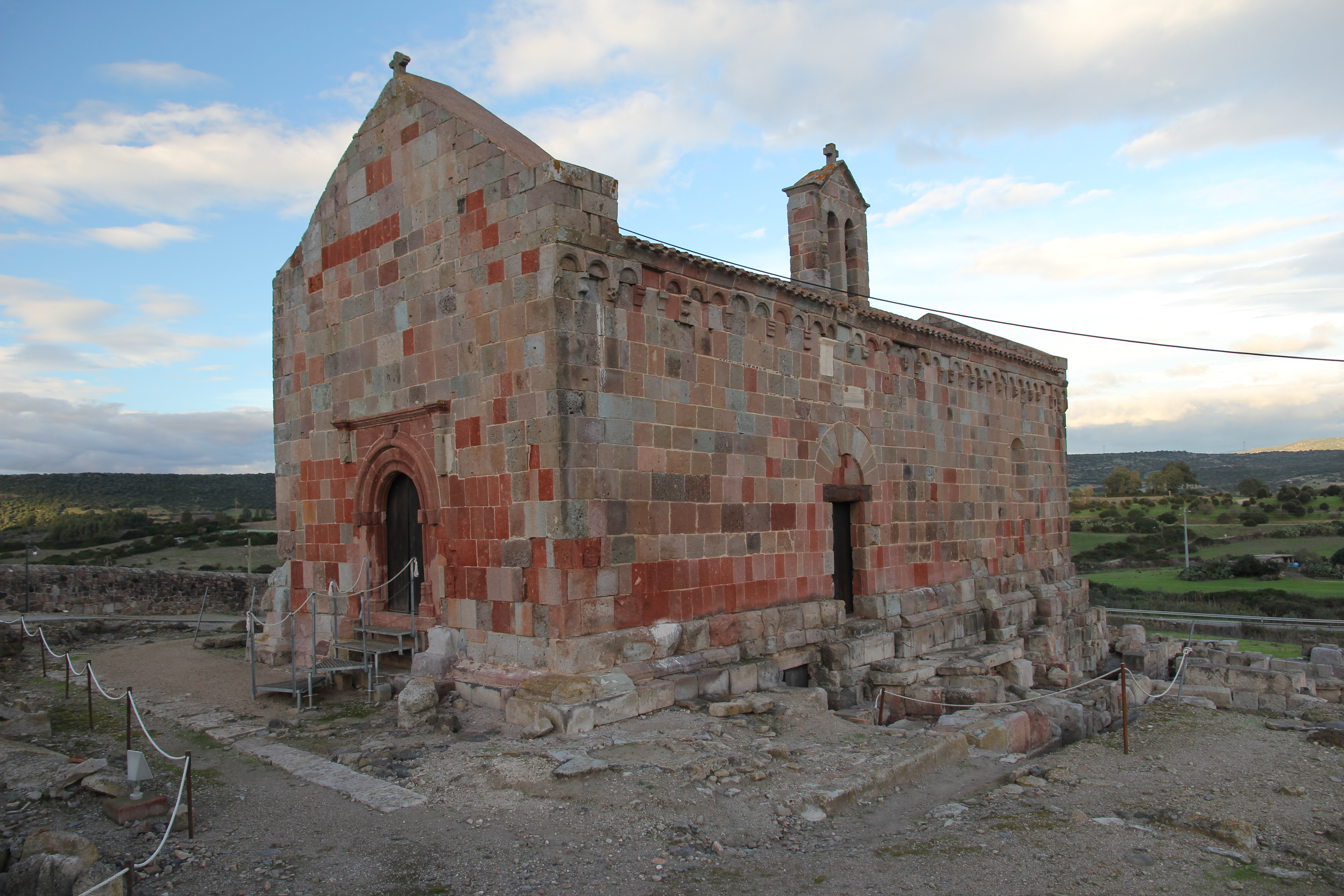
Église de Saint-Lussorio, Fordongianus.

Forum Traiani  est un diocèse titulaire italien, constitué autour de Fordongianus, petite commune italienne de la province d'Oristano, en Sardaigne.
Dans l'Antiquité, l'empereur romain Trajan a  construit ici un pont et des thermes magnifiques, dont on peut voir aujourd'hui encore les ruines.

## Liste des évêques titulaires de Forum Traiani
| No | Nom                            | Fonction                                                 | Début            | Fin             |
| -- | ------------------------------ | -------------------------------------------------------- | ---------------- | --------------- |
| 1  | Andrés María Rubio (es) SDB    | Évêque auxiliaire de Montevideo (Uruguay)                | 18 mai 1968      | 22 mai 1975     |
| 2  | Edmund Joseph Fitzgibbon       | Administrateur apostolique du diocèse de Warri (Nigeria) | 20 novembre 1975 | 31 août 1991    |
| 3  | Edgar de Jesús García Gil (es) | Évêque auxiliaire de Cali (Colombie)                     | 8 juillet 1992   | 28 octobre 2002 |
| 4  | Jörg Michael Peters            | Évêque auxiliaire de Trèves                              | 9 décembre 2003  |                 |